# 恩甘博·穆索莱
恩甘博·彼得罗内拉·穆索莱（英語：Ng'ambo Petronella Musole；1998年6月26日—），赞比亚女子足球运动员，司职守门员，目前效力于ZESCO United和赞比亚国家女子足球队。她曾代表赞比亚参加2020年和2024年夏季奥林匹克运动会女子足球比赛。